# Szypiłowskaja
Szypiłowskaja (ros. Шипиловская) – stacja moskiewskiego metra linii Lublinsko-Dmitrowskiej. Nazwa stacji pochodzi od historycznej wsi Szypiłowo położonej na tych terenach. Wyjścia prowadzą na ulice Musy Cälila, Szypiłowskaja, Kustanajskaja, Projezd Zadonski i Projezd Oriechowyj.

## Historia
Plany rozwoju metra w kierunku południowo-wschodnim powstały w drugiej połowie XX wieku, a rozpoczęto ich realizację w latach 90. Od roku 1993 w okolicach ulicy Musy Cälila pojawiły się wykopy, w których rozpoczęto wznoszenie kolumn. Prace planowano zakończyć do roku 2000. Jednakże problemy finansowe spowodowały ich przerwanie pod koniec 1998 roku. Do roku 2000 usunięto sprzęt z placu budowy, a w 2004 po wykopaniu pierwszego tunelu do stacji Ziablikowo zdemontowano TBM i skierowano go do budowy metra w Taszkencie. Drugi, znajdujący się w niedokończonym tunelu, wyremontowano w 2008 roku i dokończono drążenie. Podczas wstrzymania prac gotowe już wykopy zalała woda nanosząc muł, pojawiły się też kurzawki, dlatego po wznowieniu prac wybrano nową lokalizację dla stacji. Od 2008 do 2010 roku wykonano wszystkie prace wymagające otwartych wykopów.

## Konstrukcja i wystrój
Jednopoziomowa, jednonawowa stacja metra z jednym peronem. Na kolorystykę stacji składają się biel, czerń i odcienie szarości. Ściany nad torami pokryto aluminiowymi panelami. Podłogi wyłożono szarym i czarnym granitem a przy krawędziach peronów zamontowano diody LED. Strop stacji zdobią trójkątne kasetony.